# 2020年の欧州連合
2020年の欧州連合 （2020ねんのおうしゅうれんごう）では、2020年の欧州連合（EU）に関する出来事について記述する。

## 代表者等
- 欧州理事会議長
  - 第3代:  シャルル・ミシェル （2019年12月1日 - ）
- 欧州議会議長
  - 第32代:  ダヴィド・サッソリ （2019年7月3日 - ）
- 欧州委員会委員長
  - 第13代:  ウルズラ・フォン・デア・ライエン （2019年12月1日 - ）
- 欧州連合外務・安全保障政策上級代表
  - 第3代:  ジョセップ・ボレル （2019年12月1日 - ）

## できごと

### 1月
- 1月1日
  - 2020年中の一年間、欧州文化首都はアイルランドのゴールウェイ、クロアチアのリエカに。
  - クロアチア、欧州連合理事会議長国に就任。任期は、2020年6月30日まで。

### 2月
- 2月1日 - イギリス、正式に欧州連合を離脱。

### 7月
- 7月1日 - ドイツ、欧州連合理事会議長国に就任。任期は、2020年12月31日まで。